# Catalaxia
Catalaxia é uma teoria praxeológica que compreende como o mercado fixa os preços e as taxas de troca em um ambiente de ordem espontânea, que normalmente ocorrem sem a necessidade de objetivos comuns ou previamente planejados entre os agentes econômicos. Seu objetivo é a análise de todas as ações baseadas em cálculos econômicos para rastrear a formação de preços até o ponto em que os agentes econômicos os determinam. Esta por sua vez explica os preços de mercado como são, não como deveriam ser idealmente. As leis catalácticas não são julgamentos de valor, mas pretendem ser exatas, objetivas e dotadas de validez universal.
O conceito foi primeiramente utilizado de maneira sistemática pelo economista austríaco Ludwig von Mises. Algum tempo depois, Friedrich Hayek usou o termo catalaxia para descrever "A ordem que surge pelo ajuste recíproco de muitas economias individuais em um mercado" Hayek sentia-se incomodado com o uso da palavra "economia" cujo radical grego - que se traduz como "Administração Doméstica" - implicava que os agentes econômicos em uma economia de mercado teriam propósitos em comum. Hayek derivou a palavra "catalaxia" de verbo grego katallasso (καταλλάσσω) que significa não exclusivamente "intercâmbio" mas também "apoio na comunidade" e "passar de inimigo a amigo".

## Adoção do termo
De acordo com Mises no livro Ação Humana, Richard Whately cunhou o termo "catalática" em 1831. Whately diz em "Palestras Introdutórias sobre Economia Política" (1831):
É com o objetivo de colocá-lo em guarda contra os preconceitos assim criados, (e você provavelmente encontrará muitos exemplos de pessoas influenciadas por eles), que eu expus minhas objeções ao nome de Economia Política. Agora, eu imagino, é tarde demais para pensar em mudá-lo. 'A.Smith, de fato, designou seu trabalho por ele como um tratado sobre a “Riqueza das Nações”
"mas isso fornece um nome apenas para o assunto, não para a ciência em si. O nome que eu preferiria como o mais descritivo e, no geral, o menos reprensivel, é o de Catalática, ou a "Ciência das Trocas ".— Richard Whately - Introductory lectures on political economy, being part of a course delivered in Easter term
O termo 'catalaxia' foi adotado por Friedrich Hayek em seu livro Arrogância fatal, a qual explicou melhor a adoção deste termo:
Eu propus há algum tempo a introdução de um novo termo técnico (economia de mercado), obtido de um radical grego que já foi usado num contexto muito semelhante. Em 1938, o arcebispo Whately sugeriu ‘eataláxia’ para definir a ciência teórica que explica a ordem de mercado, e sua sugestão foi retomada de tempos em tempos, mais recentemente por Ludwig von Mises. O adjetivo ‘catalático’ deriva facilmente do termo cunhado por Whately e já foi usado de modo bastante amplo. Esses termos são particularmente tentadores porque a palavra clássica grega da qual derivam, katalattein ou katalassein, não significa apenas ‘trocar’ mas também ‘receber na comunidade’ e ‘transformar-se de inimigo em amigo’, outra prova da profunda intuição
dos antigos gregos nessas questões (Lidell e Scott, 1940, s.v. katallassó). Isto me levou a sugerir a formação do termo catallaxis para definir o objeto da ciência que em geral chamamos economia, a qual, então, segundo Whately, deveria ser chamada catalática.— Friedrich Hayek - Os erros fatais do Socialismo: Por que a teoria não funciona na prática